# Kostas Karamanlis

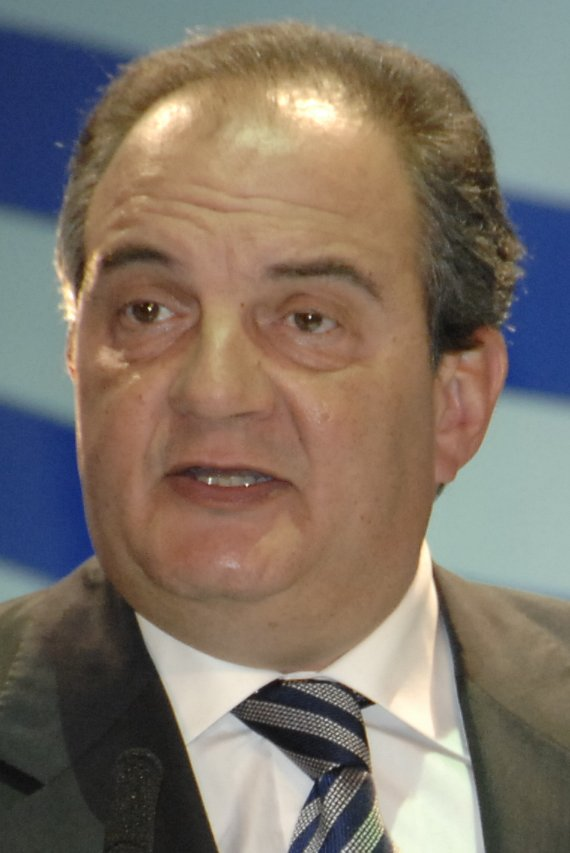
Kostas Karamanlis, 2009.

Konstantinos Alexandrou Karamanlis (gr. Κωνσταντίνος Αλεξάνδρου Καραμανλής), mer känd som Kostas Karamanlis, född 14 september 1956 i Aten, är en grekisk politiker, partiledare för Ny demokrati 1997–2009 samt Greklands premiärminister mellan 2004 och 2009.
Han är brorson till, och döpt efter, den förre presidenten Konstantinos Karamanlis. Han är doktor i statsvetenskap, diplomatins historia och internationella relationer, och har dessutom en examen i juridik.